# Otto al Bavariei
Otto  (germană Otto Wilhelm Luitpold Adalbert Waldemar von Wittelsbach; 27 aprilie 1848 – 11 octombrie 1916), a fost rege al Bavariei din 1886 până în 1913. A fost al doilea fiu al lui Maximilian al II-lea și al soției lui, Maria a Prusiei, și fratele mai mic al regelui Ludwig al II-lea. Otto al Bavariei nu trebuie confundat cu Otto al Greciei, care a fost unchiul și nașul său.